# Panasonic FS A1 WX
Panasonic FS A1 WX (FS A1 WX / WSX) је био кућни рачунар фирме Панасоник (Panasonic) који је почео да се производи у Јапану од 1988. године.
Користио је Z80B као микропроцесор. RAM меморија рачунара је имала капацитет од 64 KB. 
Као оперативни систем кориштен је MSX DOS.

## Детаљни подаци
Детаљнији подаци о рачунару FS A1 WX су дати у табели испод.
|                       | |
| [ 1 ]                 | |
| Произвођач            | Панасоник |
| Тип                   | кућни рачунар |
| Меморија              | 64 KB |
| Поријекло             | Јапан |
| Година                | 1988 |
| Тастатура             | тастатура са пуним помаком тастера са 5 функцијских тастера, 4 тастера смјера, нумеричка тастатура                           |
| Процесор              | |
| Фреквенција процесора | 3,57 и 6 |
| RAM                   | 64 KB |
| ROM                   | 32 (Basic + BIOS) + 16 (SUB ROM > MSX-BASIC V3.0) + 16 (KANJI BASIC ROM + KANJI ROM) + 16 (DISK ROM) + 16 (уграђени софтвер) |
| Текст                 | 40 x 24 / 32 x 24 |
| Графика               | као MSX2 спецификације, плус 256 /~ 212/424 (19268 боја), 512x212 (16 боја)                                                  |
| Боја                  | 19268 |
| Звук                  | PSG (3 гласа) + MSX-Music (OPLL YM-2413, 9 канални FM синтисајзер)                                                           |
| Димензије             | непознато |
| Портови               | |
| Оперативни систем     | |